# Milan Kalina
Milan Kalina (serbisch-kyrillisch Милан Калина, * 13. August 1956 in Belgrad) ist ein serbischer Handballfunktionär und ehemaliger Handballspieler, der zumeist auf Rückraum Mitte eingesetzt wurde.
Der 1,90 m große und 96 kg schwere Rechtshänder begann seine Karriere beim RK Roter Stern Belgrad, blieb aber in der jugoslawischen Liga ohne Titel. 1985 wechselte er zum FC Barcelona. Dort gelang ihm endlich der ersehnte Vereinserfolg. Mit Barça gewann er sechsmal die Liga ASOBAL, zweimal die Copa del Rey de Balonmano, fünfmal die Supercopa Asobal, viermal die Katalanische Liga sowie einmal den Europapokal der Pokalsieger und den Europapokal der Landesmeister.
Mit der Jugoslawischen Nationalmannschaft gewann er bei den Olympischen Spielen 1984 in Los Angeles die Goldmedaille. Im Turnier erzielte er 21 Tore in fünf Spielen.
Nach dem Ende seiner Spielerkarriere blieb Kalina in Barcelona und übernahm verschiedene Funktionen im Verein. So ist der fünffache Vater, der Serbisch, Englisch, Französisch, Russisch, Spanisch und Katalanisch spricht, für die Betreuung der Schiedsrichter und die Öffentlichkeitsarbeit zuständig.

## Erfolge
- Liga ASOBAL 1986, 1988, 1989, 1990, 1991 und 1992
- Copa del Rey 1988 und 1990
- Supercopa Asobal 1987, 1989, 1990, 1991 und 1992
- Katalanische Liga 1987, 1988, 1991 und 1992
- Europapokal der Landesmeister 1991
- Europapokal der Pokalsieger 1986
- Olympiasieger 1984